# Rihard Jakopič
Rihard Jakopič (né le 12 avril 1869 à Laibach – mort le 21 avril 1943 dans la même ville) est un peintre yougoslave du courant impressionniste. Avec Matej Sternen, Matija Jama et Ivan Grohar, il fait partie des pionniers de la peinture impressionniste slovène.

## Biographie

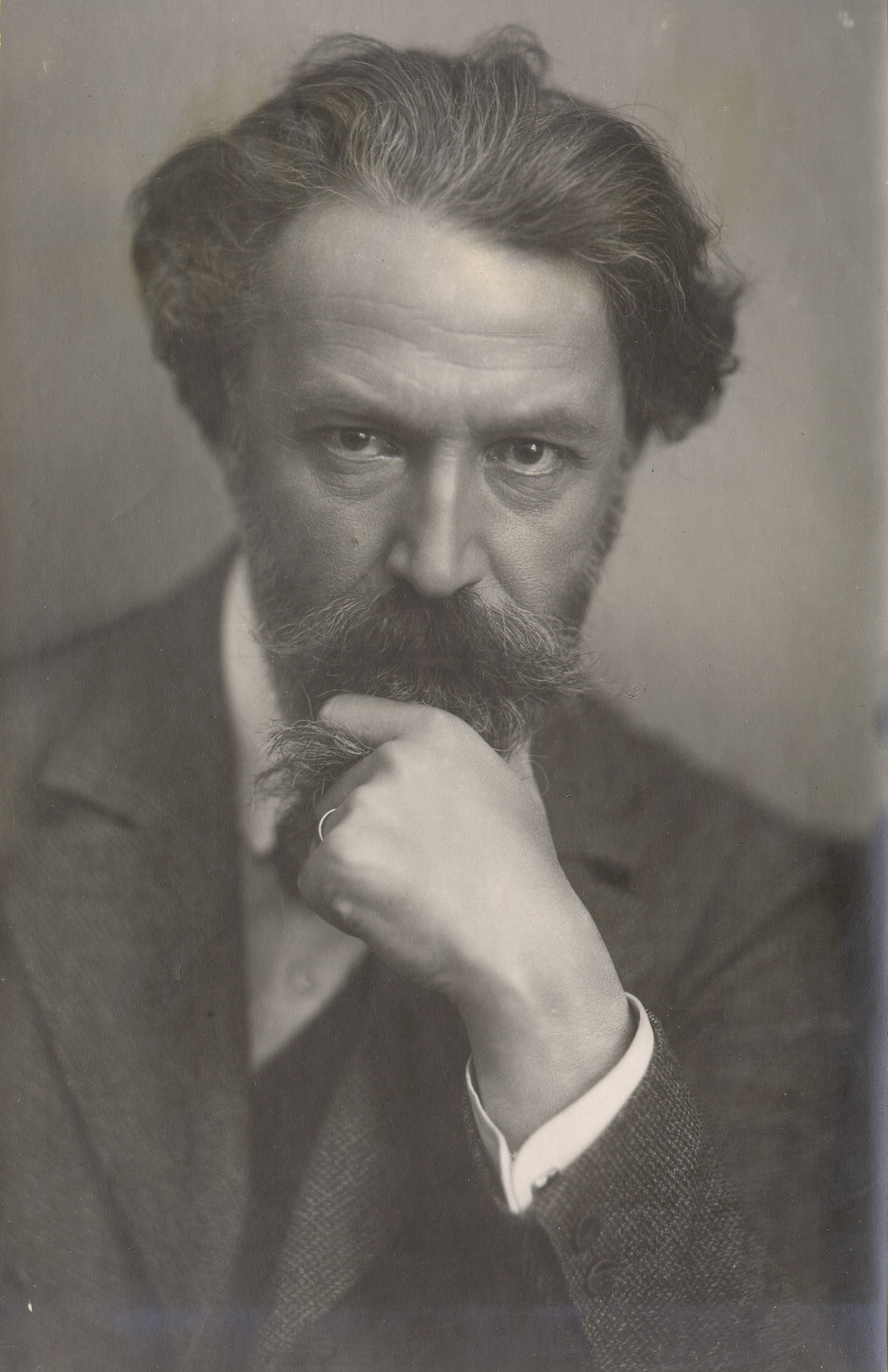
Portrait par le photographe Fran Vesel.

Jakopič est né à Laibach en 1869 au sein de l'empire d'Autriche-Hongrie (aujourd'hui en Slovénie). Il étudia à l'Académie des beaux-arts de Vienne, à l'école des arts Ažbe de Munich et à l'Académie des beaux-arts de Prague avec le peintre tchèque Vojtěch Hynais. 
À Ljubljana, il fonda l'École slovène de la peinture et du dessin impressionniste qui précéda l'Académie des beaux-arts et du design de Ljubljana de l'université de Ljubljana. Dans cette ville, il construisit également un pavillon (Pavillon Jakopič) dans le parc Tivoli. Le pavillon était basé sur les plans de l'architecte Max Fabiani. Ce pavillon devint à l'époque un lieu important d'expositions artistiques. L'auteur fut également un des premiers membres de l'Académie slovène des arts et des sciences fondée en 1938. Il fut aussi l'un des initiateurs de la création de la Galerie nationale de Slovénie. Plus de 1 200 peintures et 650 dessins du peintre ont été conservés. Il meurt en 1943 à Ljubljana.
En 1962, à la suite de la construction d'une ligne de chemin de fer, le pavillon Jakopič fut détruit. En 1968, une statue de Jakopič sculptée par Janez Boljka (sl) fut érigée à proximité du site original du pavillon et une nouvelle galerie Jakopič fut construite en ville. Depuis 1969, le Prix Jakopič, la plus haute récompense dans le domaine des Beaux-Arts en Slovénie, est offerte chaque année. Jakopič était représenté sur les anciens billets de 100 tolars avant le passage à l'euro de la Slovénie. Sur le billet se trouvaient également des détails de ses peintures et les plans de son pavillon.

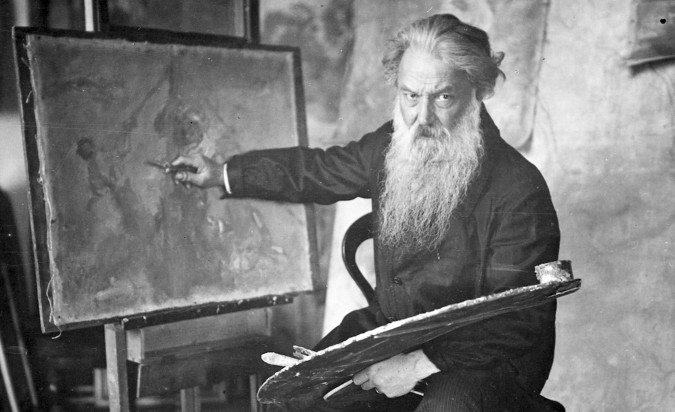
Rihard Jakopič. Portrait de Fran Krašovec

## Peintures
- Sončni breg (Colline ensoleillée) (1903)
- Breze v jeseni (Bouleaux en automne) (1903)
- Kamnitnik v snegu (Kamnitnik sous la neige) (1903)
- Sončni breg (Colline ensoleillée) (1903)
- Zima (Winter) (1904)
- Pri svetilki (Par la lampe) (1904)
- Študija sonda (Étude du Soleil) (1905)
- Križanke (1909)
- Spomini (Mémoires) (1912)
- Zeleni pajčolan (Le Green Veil) (1915)
- Večer na Savi (Soirée sur la rivière Save) (1926)

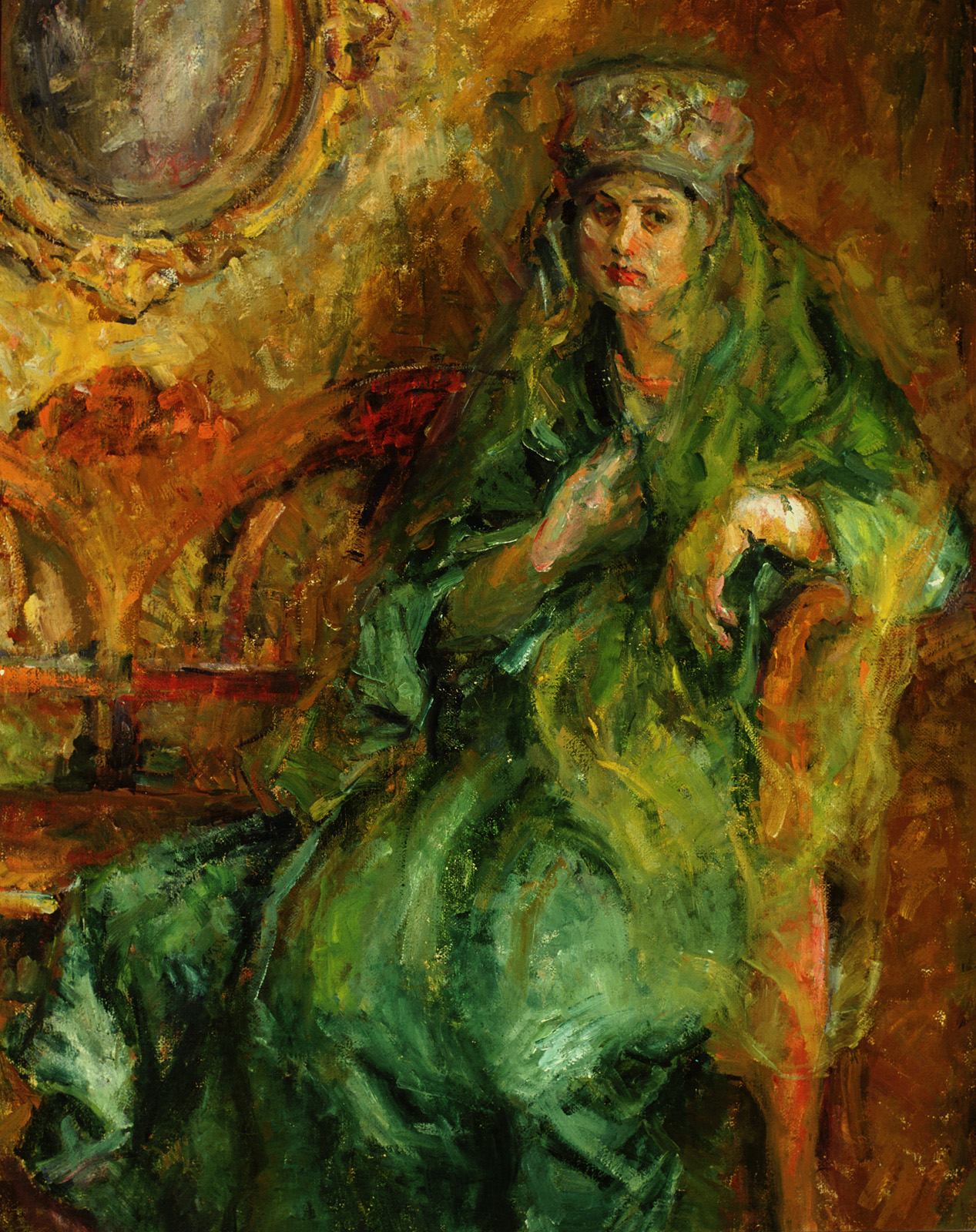

- Slepec (L'Aveugle) (1926)

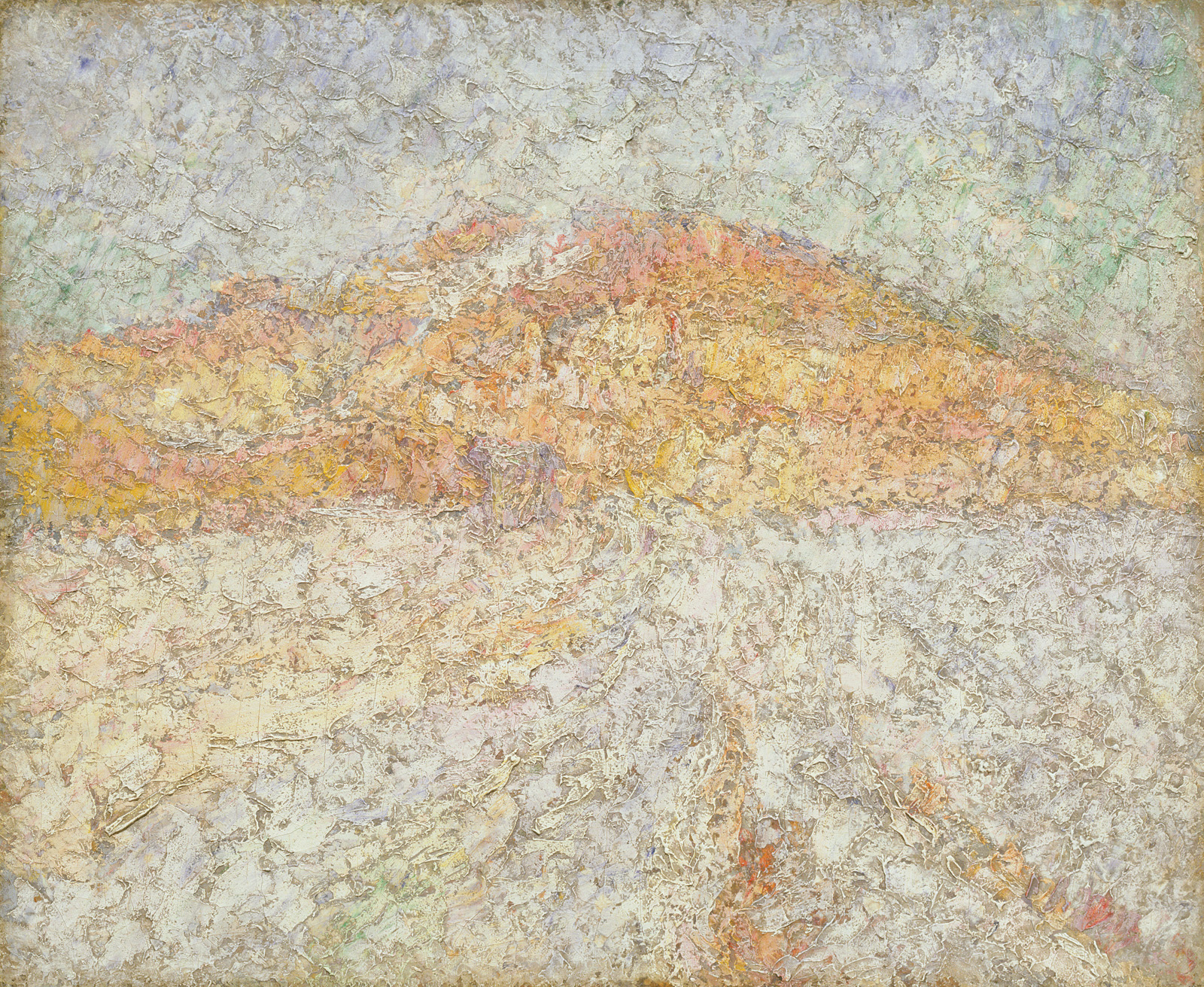
Kamnitnik sous la neige. Galerie nationale de Slovénie.
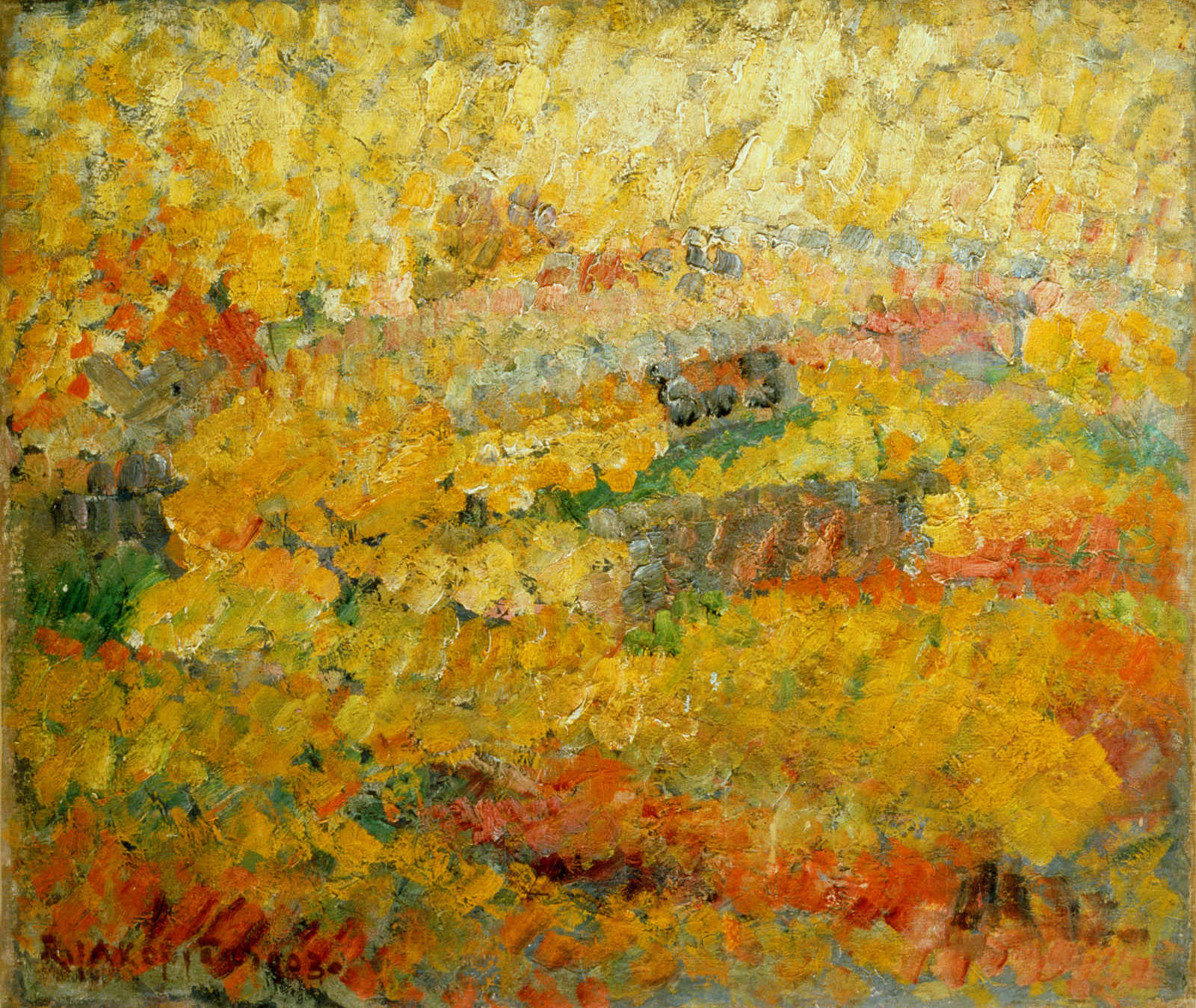
Colline ensoleillée. Galerie nationale de Slovénie.
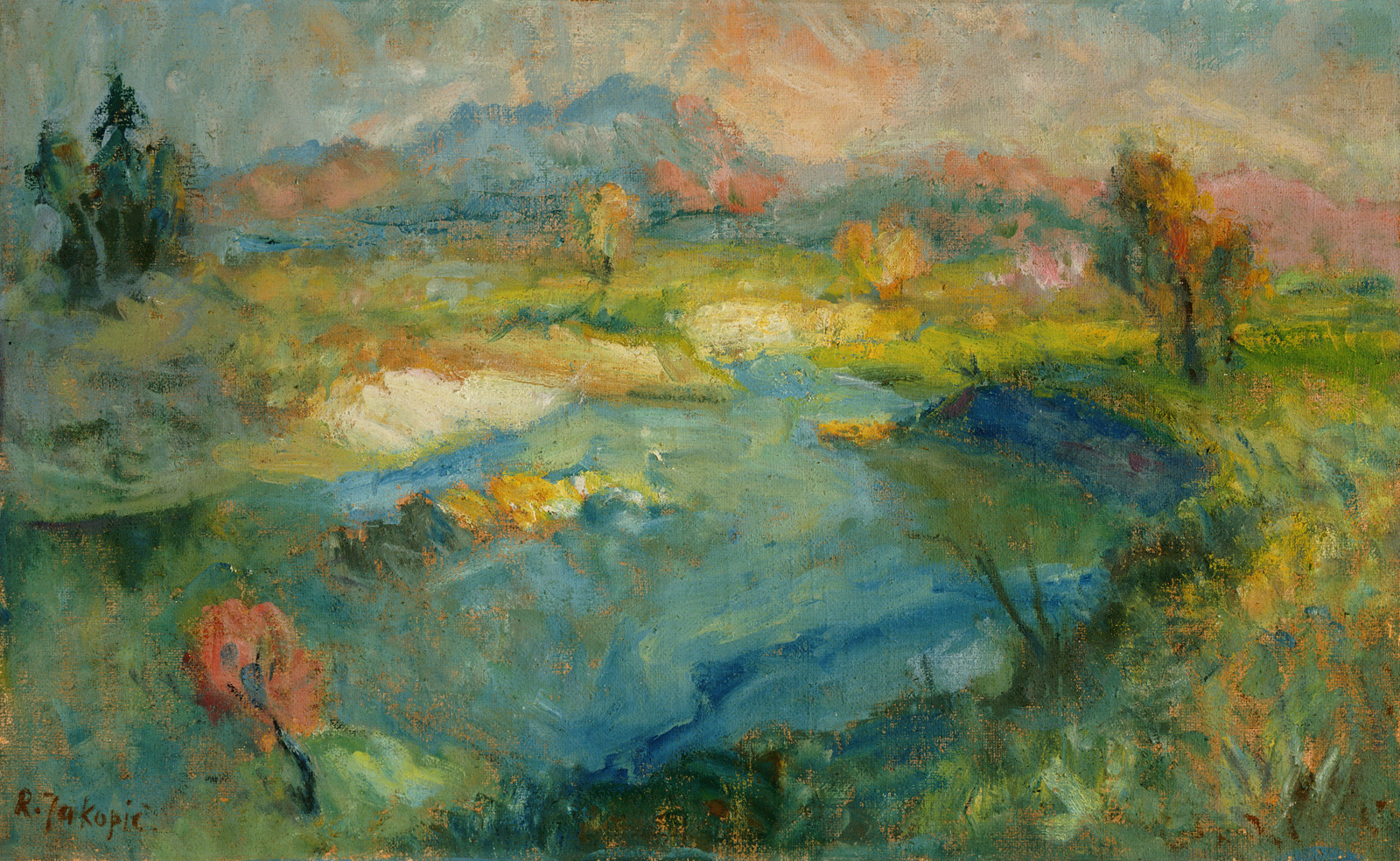
Soirée sur la Save. Galerie nationale de Slovénie.
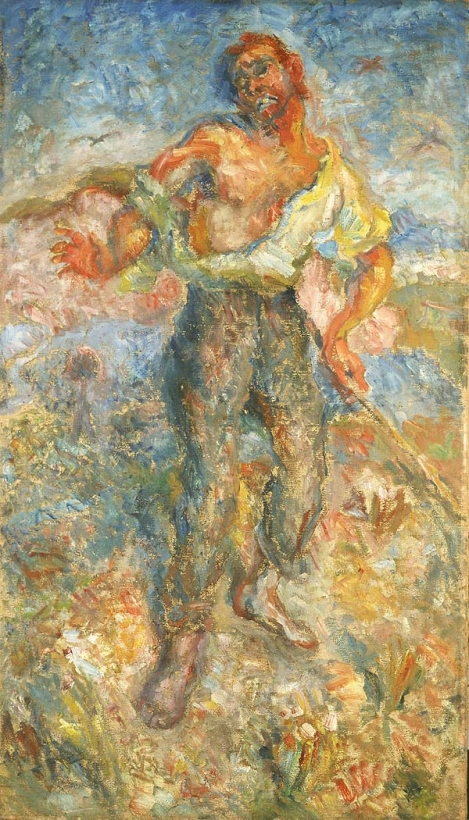
L'Aveugle. Galerie moderne de Slovénie.